# Букурешки споразум 1916.
Букурештански споразум из 1916. године назив је за споразум потписан између Румуније и силе Антанте 4. августа 1916. године у Букурешту. Споразум је дефинисао услове под којима се Румунија придружује рату на страни Антанте као и територијалне уступке од Аустроугарске. Обе стране су се обавезале да ће садржај споразум држати у тајности све до закључења општег мира.